# تانتاليت
تانتاليت هو معدن من معادن الأكاسيد، وهو الخام الرئيسي الذي يستحصل منه فلز التانتالوم؛ وهو يشبه معدن الكولومبيت ويرافقه في توضعاته الرسوبية، ويطلق على مجموعهما اسم كولتان؛ إلا أن الكثافة النسبية للتانتاليت أكبر بشكل واضح من الكولومبيت.
لهذا المعدن بنية بلورية تتبع النظام البلوري المعيني القائم، وغالباً ما يوجد على هيئة تكتلات داكنة اللون.